# Laephotis matroka
Laephotis matroka (Thomas & Schwann, 1905) è un pipistrello della famiglia dei Vespertilionidi endemico del Madagascar.

## Descrizione

### Dimensioni
Pipistrello di piccole dimensioni, con la lunghezza totale tra 74 e 90 mm, la lunghezza dell'avambraccio tra 29 e 35 mm, la lunghezza della coda tra 28 e 36 mm, la lunghezza della tibia tra 11 e 14 mm, la lunghezza delle orecchie tra 10 e 14 mm e un peso fino a 9 g.

### Aspetto
La pelliccia è soffice e densa. Le parti dorsali sono marroni scure, mentre le parti ventrali sono bruno-grigiastre, più chiare sull'addome. Le orecchie sono triangolari e con la punta arrotondata. Il trago è lungo meno della metà del padiglione auricolare, più largo al centro, con il margine posteriore convesso e l'estremità arrotondata. Le membrane alari sono molto scure. La coda è lunga ed inclusa completamente nell'ampio uropatagio. Il calcar è fornito di carenatura.

### Ecolocazione
Emette ultrasuoni a basso ciclo di lavoro con impulsi a modulazione di frequenza con massima energia sulla fondamentale a circa 45,8 kHz.

## Biologia

### Comportamento
Si rifugia negli edifici.

### Alimentazione
Si nutre di insetti, principalmente di coleotteri ed in misura minore di imenotteri, lepidotteri, tricotteri e omotteri.

## Distribuzione e habitat
L'areale di questa specie è ristretto alla parte orientale della regione degli altipiani centrali del Madagascar, tra 970 e 1.300 m di altitudine.
Il suo habitat tipico è la foresta pluviale tropicale ma è stato segnalato anche in prossimità di aree coltivate e di aree abitate.

## Conservazione
La IUCN Red List, considerato che non c'è evidenza di un drastico declino nella popolazione e nell'estensione del proprio habitat, classifica L.matroka come specie a rischio minimo (Least Concern)).